# Mazara del Vallo
Mazara del Vallo, syc. Mazzara – miasto i gmina we Włoszech, w regionie Sycylia, w prowincji Trapani.
Według danych na rok 2004 gminę zamieszkiwało 48 156 osób, 175,1 os./km².

## Zabytki
- Katedra z XI w., przebudowana w stylu barokowym w XVII w.
- Pałac biskupi (XVI w.)
- Kościół Sant'Egidio

## Galeria zdjęć

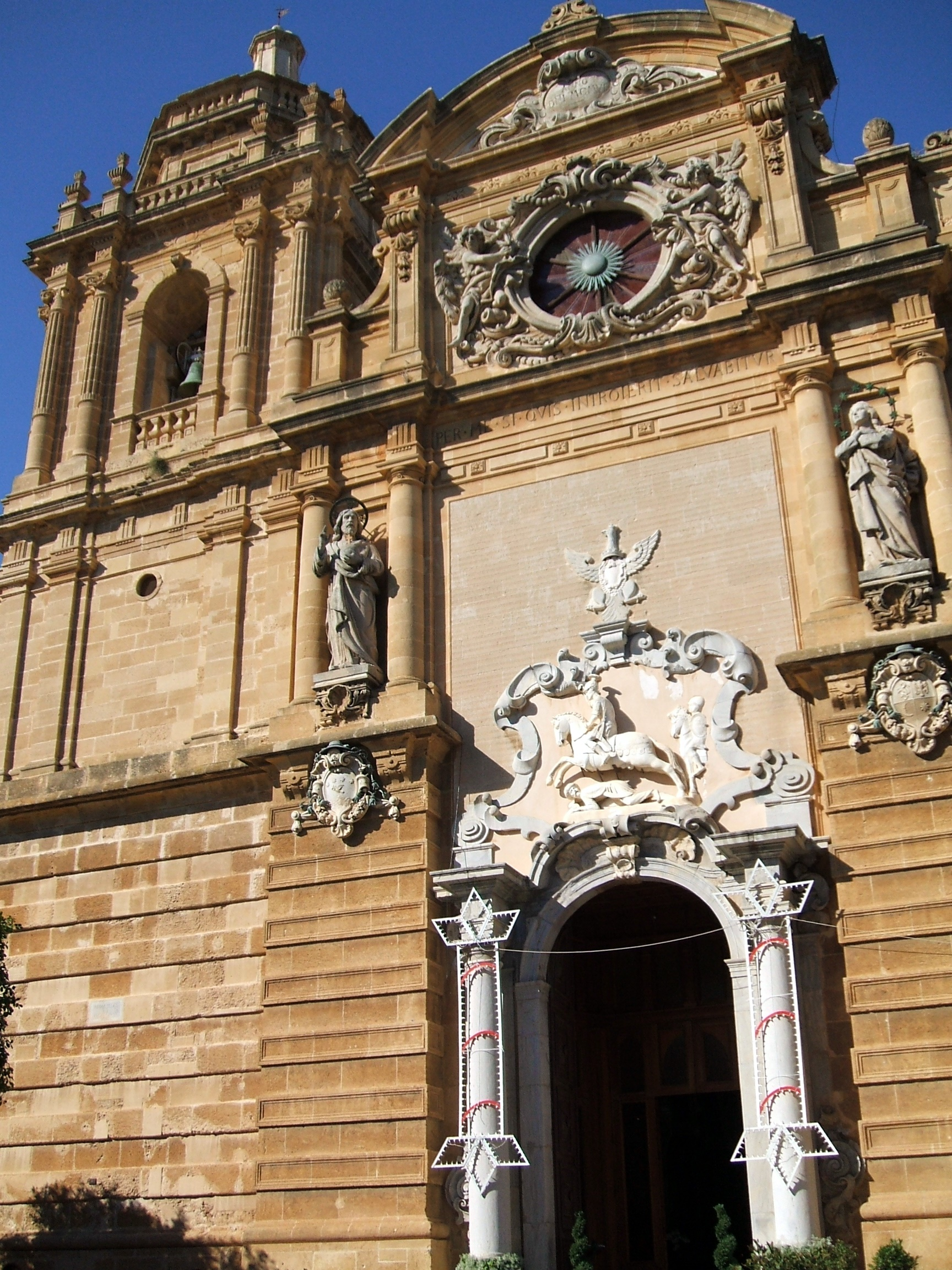
Katedra, fasada
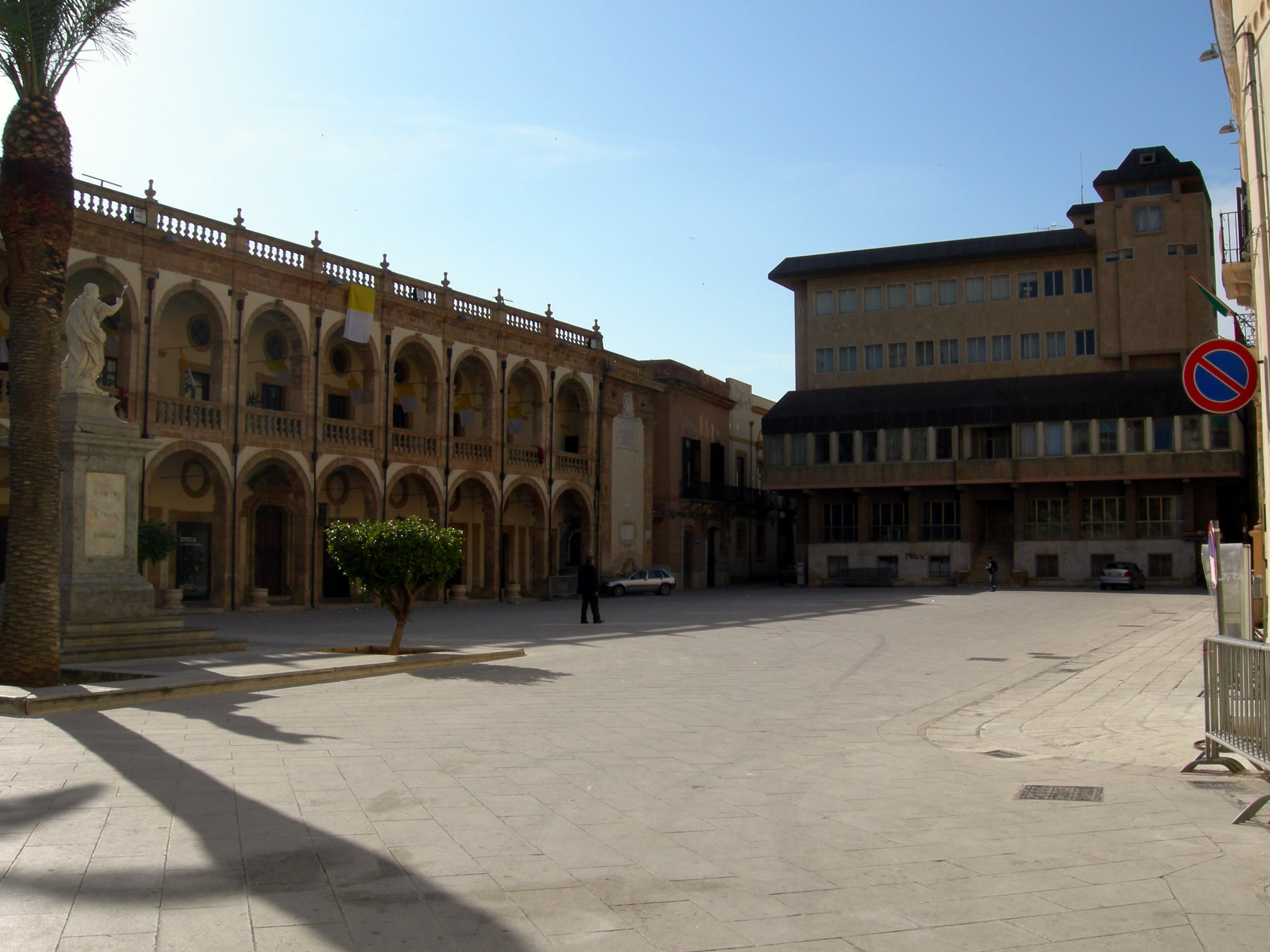
Piazza della Repubblica